# لاين موريسون
لاين موريسون (بالإنجليزية: Iain Morrison)‏ هو لاعب اتحاد الرغبي بريطاني، ولد في 14 ديسمبر 1962 في Linlithgow ‏ في المملكة المتحدة.

## وصلات خارجية
- لاين موريسون عل موقع إسبنسكروم (الإنجليزية)